# Socotrabolbus canui
Socotrabolbus canui es una especie de coleóptero de la familia Geotrupidae.

## Distribución geográfica
Habita en Socotra.